# تسیتیتسه
تسیتیتسه (به چکی: Citice) یک منطقهٔ مسکونی در جمهوری چک است که در ناحیه سوکولوو واقع شده‌است. تسیتیتسه ۵٫۴۱ کیلومتر مربع مساحت و ۸۹۹ نفر جمعیت دارد و ۴۲۰ متر بالاتر از سطح دریا واقع شده‌است.